# Distrikti u Albaniji
Albanija je do srpnja 2000. godine bila podijeljena na 36 distrikta (albanski: rrethe). Nekoliko distrikta zatim su grupirani u okruge (albanski: qarku), kojih je 12. Glavni grad, Tirana, ima poseban status. Distrikti su:
| 1. Beratski (Berat) 2. Bulčiski (Bulqizë) 3. Delvinski (Delvinë) 4. Devolski (Devoll) 5. Dibrski (Dibër) 6. Drački (Durrës) 7. Elbasanski (Elbasan) 8. Fierski (Fier) 9. Gjirokastrski (Gjirokastër) 10. Gramški (Gramsh) 11. Haški (Has) 12. Kavajski (Kavajë) 13. Kolonješki (Kolonjë) 14. Korčanski (Korçë) 15. Krujski (Krujë) 16. Kučovski (Kuçovë) 17. Kukeski (Kukës) 18. Kurbinski (Kurbin) | 1. Lješki (Lezhë) 2. Libraždski (Librazhd) 3. Lušnjaški (Lushnjë) 4. Velikomalisijski (Malësi e Madhe) 5. Malakastrski (Mallakastër) 6. Matski (Mat) 7. Mirditski (Mirditë) 8. Pećinski (Peqin) 9. Parmetski (Përmet) 10. Pogradečki (Pogradec) 11. Pukeski (Pukë) 12. Sarandski (Sarandë) 13. Skadarski (Shkodër) 14. Skraparski (Skrapar) 15. Tepelenski (Tepelenë) 16. Tiranski (Tiranë) 17. Tropojski (Tropojë) 18. Vlorski (Vlorë) | Oblasti Albanije |